# Apristurus internatus
Apristurus internatus és un peix de la família dels esciliorrínids i de l'ordre dels carcariniformes.

## Morfologia
Els mascles arriben als 40,3 cm de longitud i les femelles als 41,9.

## Reproducció
És ovípar.

## Distribució geogràfica
Es troba a les costes del Mar de la Xina Meridional.